# Stephens Island Lighthouse
Stephens Island Lighthouse ist ein Leuchtturm auf Stephens Island im Marlborough District. Er steht in der Cookstraße im Norden der Südinsel Neuseelands. Er wird von Maritime New Zealand betrieben.
Der gusseiserne Turm wurde für £9.349 gebaut und war damals der leistungsstärkste Neuseelands. Mit einer Lage in 189 Metern Höhe ist er der höchstgelegene des Landes. Er wurde am 20. Januar 1894 in Betrieb genommen und anfangs von einer Öllampe beleuchtet. 1938 wurde der Turm elektrifiziert und von einem Dieselgenerator versorgt. 1989 wurde der Turm automatisiert und der Leuchtturmwärter abgezogen. Er wird seitdem wie alle Leuchttürme Neuseelands von einem zentralen Kontrollraum am Sitz von Maritime New Zealand in Wellington ferngesteuert. Im Jahr 2000 wurde ein neues Leuchtfeuer mit einer 50-W-Halogenlampe in den Turm eingebaut, die aus von Solarzellen geladenen Akkumulatoren gespeist wird.
Der Zugang zur Insel über die unruhige Cookstraße war schwierig, anschließend mussten Personen und Lasten in einem Korb mit Hilfe eines Kranes übergesetzt werden, später wurden Hubschrauber eingesetzt. Der Dienst auf der Insel war einsam, die einzige Verbindung zum Festland das nur für Dienstzwecke vorgesehene Funkgerät.
Der Turm ist nicht öffentlich zugänglich. Die Insel wird vom Department of Conservation als Naturreservat verwaltet, in dem ca. 30.000 der seltenen Brückenechsen leben. Früher waren die Leuchtturmwärter auch als ehrenamtliche Ranger tätig. Zwei der ehemaligen Leuchtturmwärterhäuser werden vom DOC genutzt.
Das Stephens Island Lighthouse ist auch durch das endgültige Aussterben des Stephenschlüpfers bekannt geworden. Tibbles, die Hauskatze des Leuchtturmwärters David Lyall soll diese Vogelart ausgerottet haben. Wahrscheinlich war es wohl die Schuld mehrerer verwilderter Katzen auf der Insel, dass im Winter von 1895 die Art ausgerottet wurde. Elf der Beutestücke von Lyalls Katze liegen heute – „zerrupft und zerzaust“, wie sie waren – in verschiedenen Museen.